# Pierre-Alain Frau
Pierre-Alain Frau (* 15. dubna 1980, Montbéliard, Francie) je francouzský fotbalový útočník a bývalý mládežnický reprezentant, který momentálně působí v katarském týmu Al-Wakra SC.

## Klubová kariéra

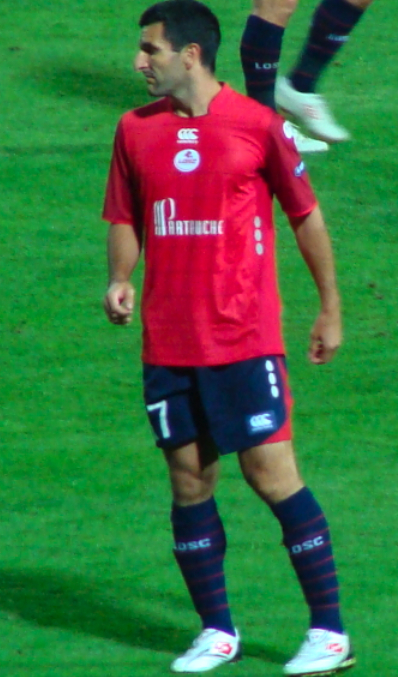
Pierre-Alain Frau na hřišti v dresu Lille OSC.

Frau hrál ve Francii postupně v klubech FC Sochaux-Montbéliard, Olympique Lyon, RC Lens (hostování), Paris Saint-Germain, Lille OSC a SM Caen.
V sezóně 2004/05 vyhrál s Lyonem Ligue 1. Dvakrát vyhrál v Lyonu i Trophée des champions (francouzský Superpohár, v letech 2004 a 2005). Na hřišti však byl jeho čas omezený, přednost dostávali hráči jako Sylvain Wiltord, Brazilec Nilmar a později norský útočník John Carew.
Kolektivní úspěchy slavil i v Lille, Ligue 1 se mu podařilo podruhé vyhrát v sezóně 2010/11, v témže ročníku se dočkal i prvenství v Coupe de France (francouzský fotbalový pohár). Získal tak tzv. double.

## Reprezentační kariéra
Byl členem francouzských mládežnických výběrů. Zúčastnil se Mistrovství Evropy hráčů do 21 let v roce 2002 ve Švýcarsku, kde Francie podlehla ve finále české jedenadvacítce v penaltovém rozstřelu a získala stříbro. Na turnaji dvakrát skóroval, v základní skupině se děma góly podílel na výhře 3:1 proti Řecku.